# Ivan Bašić Palković
Ivan Bašić Palković (Subotica, 22. lipnja 1935.), naivni umjetnik u tehnici slame. Rodom je bački Hrvat.

## Životopis
Rodio se u Subotici 1935. godine. Slikanjem u slami bavi se od 1987. godine. Istaknuti su mu radovi makete od slame starih bunjevačkih predmeta (kolivka, roljka, prakljača). Od 1987. do 1992. bio je član HKPD Matija Gubec iz Tavankuta.